# Hakim Ben El Hadj
Hakim Ben El Hadj Salem (30 maggio 1978) è un arbitro di calcio francese.

## Carriera
Il 5 marzo 2011 compie l'esordio tra i professionisti, chiamato a dirigere l'incontro tra Tolosa e Sochaux. Dalla stagione successiva è stabilmente impiegato in seconda divisione, dove debutta il 29 luglio nella partita tra Guingamp e Châteauroux.
L'8 agosto 2015 torna ad arbitrare in Ligue 1, designato per Montpellier-Angers della prima giornata.